# 유사환
환론에서 유사환(類似環, 영어: pseudoring 또는 영어: rng [rʌŋ])은 환과 유사하나, 곱셈에 대한 항등원을 갖지 않을 수 있는 구조다.

## 정의
유사환 {\displaystyle (R,+,\cdot )}은 다음 공리들을 만족시키는 대수 구조다.
1. {\displaystyle (R,+)}는 아벨 군이다.
2. {\displaystyle (R,\cdot )}는 반군(항등원을 가지지 않을 수 있고 결합 법칙을 따르는 이항연산)이다.
3. 분배법칙이 성립한다. 즉, 임의의 {\displaystyle r,s,t\in R}에 대하여 {\displaystyle (r+s)t=rt+st}이고, {\displaystyle r(s+t)=rs+rt}이다.

만약 두 번째 조건에서 반군을 모노이드(항등원을 갖춘 반군)로 강화시키면, (항등원을 갖춘) 환을 얻는다.
유사환의 준동형은 두 유사환 사이에서 덧셈과 곱셈, 0(덧셈의 항등원)을 보존하는 사상이다. (반면, 환 준동형은 곱셈에 대한 항등원 1 또한 보존해야 한다.) 유사환과 유사환 준동형의 범주를 Rng이라고 한다.
유사환의 아이디얼과 몫유사환을 환의 아이디얼과 몫환과 유사하게 정의할 수 있다. 예를 들어, 유사환 {\displaystyle R}의 좌 아이디얼 {\displaystyle {\mathfrak {a}}}는 덧셈에 대하여 아벨 군을 이루고, {\displaystyle R{\mathfrak {a}}\subset {\mathfrak {a}}}인 부분공간이다.

## 성질
유사환들은 대수 구조 다양체를 이룬다. 따라서, 유사환의 범주는 곱과 쌍대곱, 시작 대상 및 끝 대상을 갖는다. 유사환의 범주에서 시작 대상과 끝 대상은 같으며, 자명환 {\displaystyle 0}이다.
두 유사환 {\displaystyle R}, {\displaystyle S}의 곱은 집합으로서 {\displaystyle R\times S}이며, 환 연산은 다음과 같다.
{\displaystyle (r,s)+(r',s')=(r+r',s+s')}
{\displaystyle (r,s)(r',s')=(rr',ss')}
유사환의 범주에서의 쌍대곱은 자유곱이다.

### 단위화
임의의 유사환이 주어지면, 여기에 곱셈에 대한 항등원을 첨가하여 환으로 만드는 표준적인(canonical) 방법이 존재한다. 범주론적으로 쓰면 다음과 같다. 환의 범주를 Ring, 유사환의 범주를 Rng이라고 하자. 그렇다면 다음과 같은 포함 함자 {\displaystyle \operatorname {Ring} \hookrightarrow \operatorname {Rng} }이 존재한다. 이 함자에 대한 왼쪽 수반 함자
{\displaystyle {\hat {}}\colon \operatorname {Rng} \to \operatorname {Ring} }
이 존재한다.
구체적으로, 이는 다음과 같다. 유사환 {\displaystyle R}에 대하여, {\displaystyle {\hat {R}}}는 아벨 군으로서 {\displaystyle \mathbb {Z} \oplus R}이다. 즉, {\displaystyle {\hat {R}}}의 원소는
{\displaystyle n+r} ({\displaystyle n\in \mathbb {Z} }, {\displaystyle r\in R})
의 꼴의 합이다. 여기에 다음과 같은 곱셈을 준다.
{\displaystyle (m+r)(n+s)=mn+nr+ms+rs} ({\displaystyle m,n\in \mathbb {Z} }, {\displaystyle r,s\in R})
그렇다면 이는 곱셈의 결합 법칙과 분배 법칙을 만족시킴을 쉽게 알 수 있다. 또한, 곱셈에 대한 항등원은 {\displaystyle 1+0_{R}\in {\hat {R}}}이다. 따라서 {\displaystyle {\hat {R}}}은 (항등원을 갖춘) 환을 이룬다.

### 영유사환
임의의 아벨 군 {\displaystyle A}에 대하여, 곱
{\displaystyle a\cdot b=0\qquad \forall a,b\in A}
을 주면 유사환을 이룬다. 이를 영유사환(영어: zero pseudoring)이라고 한다. 이는 아벨 군의 범주에서 유사환의 범주로 가는 충실충만한 함자를 이룬다.

### 자유 유사환
대수 구조 다양체의 일반적인 성질에 따라서, 망각 함자
{\displaystyle \operatorname {Rng} \to \operatorname {Set} }
의 왼쪽 수반 함자가 존재하며, 이는 어떤 집합을 이로부터 생성되는 자유 유사환에 대응시킨다. 유한 집합 {\displaystyle \{x_{1},\dots ,x_{k}\}}의 경우, 이는 정수 계수 다항식환 {\displaystyle \mathbb {Z} [x_{1},\dots ,x_{n}]} 속의 다음과 같은 아이디얼이다.
{\displaystyle (x_{1},x_{2},\dots ,x_{k})\subset \mathbb {Z} [x_{1},\dots ,x_{n}]}
즉, 자유 유사환은 상수 성분이 0인 정수 계수 다항식들의 유사환이다.

## 예
모든 환은 유사환을 이룬다.
{\displaystyle (G,+)}가 아벨 군이라고 하자. 그렇다면 모든 {\displaystyle a,b\in G}에 대하여 {\displaystyle a\cdot b=0}으로 정의하면 {\displaystyle (G,+,\cdot )}은 유사환을 이룬다. 이러한 유사환을 영환(零環, 영어: zero ring)이라고 한다.
환의 왼쪽 아이디얼, 오른쪽 아이디얼, 양쪽 아이디얼은 모두 유사환을 이룬다. 보다 일반적으로, 모든 유사환의 왼쪽·오른쪽·양쪽 아이디얼은 유사환이다.
짝수인 정수들의 집합 {\displaystyle E}에 일반적인 덧셈과 곱셈 연산이 주어지면 집합 {\displaystyle E}는 가환인 유사환이지만 환은 아니다.

## 역사
니콜라 부르바키는 유사환을 프랑스어: pseudo-anneau 프쇠도아노[*]라고 부르는데, 이는 환(프랑스어: anneau 아노[*])과 유사한(프랑스어: pseudo- 프쇠도[*]) 구조를 뜻한다. 유사환의 영어명 영어: rng 렁[*]은 환을 뜻하는 영어: ring 링[*]에서부터 유래하였다. 유사환은 환과 유사하나, 곱셈에 대한 항등원 "i"를 갖지 않는다는 것에서 온 말장난이다.
일부 저자들은 모든 유사환들을 (곱셈 항등원이 있든 없든) 환이라고 부른다. 예를 들어, Dummit and Foote이나 Herstein 등이 이러한 저자들에 속한다. 이런 경우, 항등원을 갖춘 환을 명시하려면 "영어: ring with unit" 따위의 표현을 쓴다. 여기서는 모든 환은 곱셈 항등원을 갖춘 것으로 정의한다.

## 같이 보기
- 반환 (수학)